# NGC 670
NGC 670 is een lensvormig sterrenstelsel in het sterrenbeeld Driehoek. Het hemelobject werd op 26 oktober 1786 ontdekt door de Duits-Britse astronoom William Herschel.

## Synoniemen
- PGC 6570
- UGC 1250
- MCG 5-5-12
- ZWG 503.24
- KUG 0144+276
- IRAS01446+2738